# Диамандис Стагидис
Диамандис Стагидис (на гръцки: Διαμαντής Σταγγίδης) е виден гръцки художник.

## Биография
Роден е в драмската паланка Просечен в 1959 година. От 1987 година живее в Кавала. Той изучава класическо и модерно изкуство, но е самоук. Определя се като ученик на Караваджо и Рембранд. От 1979 година организира няколко самостоятелни изложби и участва в различни групови изложби в Гърция и чужбина.